# Mississippi (fiume)
Il Mississippi , a volte chiamato anche Mississipi (AFI: /missisˈsippi/) è un fiume dell'America settentrionale lungo 3778 km.
Il suo numero di Strahler è 10, come il Nilo. 

## Geografia

### Descrizione del corso
Il fiume nasce in Minnesota, poco ad ovest del Lago Superiore, in un territorio costituito da una serie di alture moreniche, intervallate da alcuni piccoli laghi. Da uno di questi, il Lago Itasca, prende il via il corso del fiume, che nel suo primo tratto è talora incassato tra i cordoni morenici e spesso presenta rapide e cascate. Il fiume ben presto raggiunge i 220 m s.l.m. dopo le cascate di St Anthony (24 m) vicino a Minneapolis. 
Riceve da sinistra le acque dei fiumi Wisconsin ed Illinois e giunto a Saint Louis riceve da destra il Missouri. Presso Cairo riceve da sinistra l'Ohio, proseguendo verso sud il fiume riceve da destra l'apporto di altri due importanti affluenti, il fiume Arkansas ed il fiume Red River. Giunge quindi a New Orleans dove sfocia nel Golfo del Messico formando un ampio delta. Si può dividere il corso del fiume in due sezioni: la parte superiore del Mississippi, dalla sorgente alla confluenza con l'Ohio, e la parte inferiore, dalla confluenza con il fiume Ohio alla foce. Il fiume descrive numerosi meandri, soprattutto tra Memphis e il delta. 
È questa la regione della grande pianura alluvionale del Mississippi, con una coltre di sedimenti che va via via sempre più aumentando nel tempo, sopra i terrazzi fluviali, obbligando le acque del fiume a straripare, specialmente nei periodi delle piene primaverili. Le periodiche inondazioni che si verificano nel basso corso, dove appunto il fiume è pensile, lasciano ai lati delle sponde zone permanentemente umide e acquitrinose (cypress swamps). Il fiume avanza lento, formando ora sinuosi meandri, ora abbandonando vecchi bracci o intagliando isolotti sabbiosi, o addirittura formando distinti rami laterali (bayous).

### Bacino idrografico

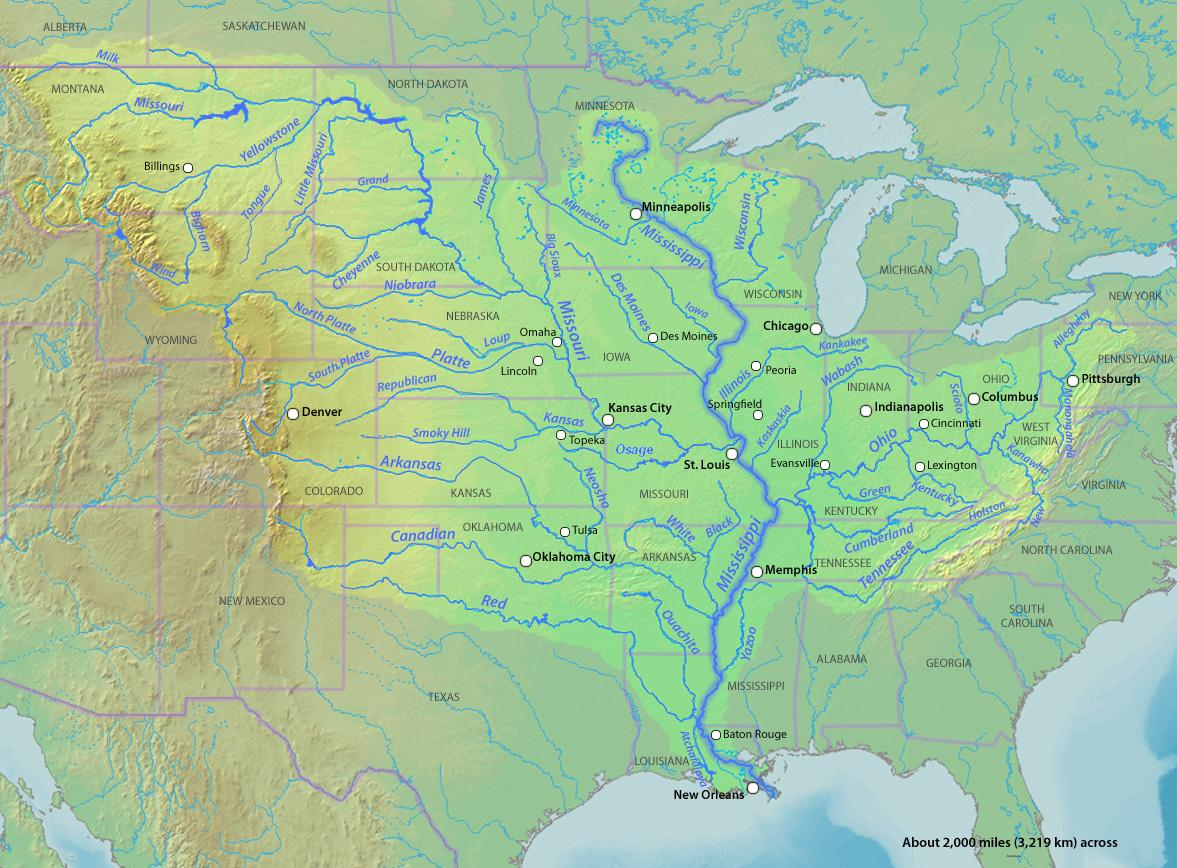
Bacino idrografico e principali affluenti.

Il bacino idrografico del Mississippi è il più grande dell'America settentrionale e il terzo nel mondo, alle spalle del Rio delle Amazzoni e del fiume Congo. La sua superficie totale è di 3.238.000 km², un terzo del territorio degli Stati Uniti d'America e quasi undici volte la superficie dell'Italia.
Il bacino del Mississippi si estende su 31 Stati statunitensi e due province canadesi. Viene diviso in sei sotto-bacini, che corrispondono al corso inferiore e superiore, nonché al corso di alcuni degli affluenti più importanti, tra cui il Missouri (4.370 km di lunghezza), l'Arkansas e l'Ohio. La piana alluvionale del fiume misura circa 90.000 chilometri quadrati e più di 72 milioni di persone vivono nel bacino idrografico, cioè quasi un americano su cinque.
Il Mississippi raccoglie la maggior parte delle acque che cadono tra le Montagne Rocciose e gli Appalachi, fatta eccezione per la regione prossima ai Grandi Laghi. Attraversa da nord a sud dieci stati - Minnesota, Wisconsin, Iowa, Illinois, Missouri, Kentucky, Arkansas, Tennessee, Mississippi e Louisiana - prima di sfociare nel Golfo del Messico 160 km a valle di New Orleans. Una goccia di pioggia caduta nel lago Itasca impiega circa 90 giorni prima di raggiungere il Golfo del Messico.

### Regime idrologico e portata
Il fiume Mississippi si caratterizza per l'ampia portata d'acqua, tenuto conto della natura del suo bacino idrografico, che si trova in una regione temperata. Naturalmente il Rio delle Amazzoni e il fiume Congo hanno portate superiori, ma si trovano anche in regioni dal clima equatoriale, caratterizzate dalle abbondanti precipitazioni pressoché costanti.
Il regime idrologico del Mississippi è complesso perché il fiume è alimentato da affluenti molto diversi tra loro: la parte superiore conosce un regime pluvio-nivale, mentre il corso inferiore attraversa una regione subtropicale umida. Il Mississippi riceve le acque del Missouri proveniente dalle Montagne Rocciose il quale con i suoi 4370 km di lunghezza è più lungo del Mississippi stesso (3734 km), classificandosi come il principale affluente del fiume, ma anche il più lungo affluente del mondo. La sua portata è di circa 2478 mm³/s, alimentata per buona parte dell'anno dallo scioglimento delle nevi. Poco più a sud, presso Cairo, il Mississippi riceve l'apporto copioso dell'Ohio (proveniente dai monti Appalachi), il quale drena una vasta regione assai piovosa in quanto esposta alle frequenti precipitazioni provenienti dall'Atlantico.
Alla confluenza, l'Ohio (7960 m³/s) ha una portata maggiore del Mississippi (5897 m³/s) ed è pertanto il principale apporto idrico di tutto il sistema fluviale. Nella parte inferiore del corso, il Mississippi riceve il contributo dei fiumi Arkansas e Red River che nonostante attraversino regioni semi-aride dell'ovest hanno portate medie comunque ragguardevoli (rispettivamente di 1100 e 1600 m³/s) grazie alla lunghezza ed ampiezza di bacino. I rimanenti affluenti infine sono fiumi più brevi a carattere meno costante, il loro regime varia sensibilmente in concomitanza di forti piogge come ad esempio i cicloni qui assai soventi, soprattutto nelle regioni prossime ai litorali.
Pertanto la portata del Mississippi è caratterizzata da ampie variazioni a seconda del luogo e della stagione, ed è generalmente compresa tra gli 8.000 m³/s, e i 50.000 m³/s. Alla foce, la media è di 18.000 m³/s, molto più di un fiume posto nella stessa regione temperata. Il Mississippi è il sesto fiume al mondo in termini di portata, ma durante le alluvioni la portata può facilmente salire ai 70.000 m³/s, con un record di 300.000 m³/s misurati durante l'alluvione del 1928

## Fauna
Tra le specie ittiche autoctone di questo fiume c'è il pesce gatto nero (Ameiurus melas). Degni di nota sono i Lepisosteidae e Atractosteus spatula, Esox masquinongy, Ictalurus furcatus, Ictalurus punctatus, Amia calva. Gravemente minacciati Acipenser fulvescens e Acipenser oxyrinchus desotoi e gli storioni del genere Scaphirhynchus. Noti sono i Centrarchidae come Micropterus salmoides e Micropterus dolomieu .Da segnalare la presenza di esemplari di Carcharhinus leucas. Tra gli anfibi è famosa la Amphiuma tridactylum .Tra i Rettili sono da menzionare Macrochelys temminckii, Chelydra serpentina, Alligator mississippiensis, Trachemys scripta elegans, Graptemys pseudogeographica, Apalone spinifera, Apalone mutica .Tra gli Uccelli Haliaeetus leucocephalus, Pandion haliaetus, Ardea herodias, Bubo virginianus. Tra i Mammiferi Glaucomys volans, Castor canadensis, Lontra canadensis